# 阿特基利尼亞
52°0′1″N 31°11′56″E / 52.00028°N 31.19889°E
阿特基利尼亞（烏克蘭語：Аткильня），是烏克蘭北部的村莊，隸屬切爾尼希夫州的切爾尼希夫區。該村始建於1728年，面積0.34平方公里，海拔高度148米，2001年人口6。